# Liste der Monuments historiques in Aubigny-les-Pothées
Die Liste der Monuments historiques in Aubigny-les-Pothées führt die Monuments historiques in der französischen Gemeinde Aubigny-les-Pothées auf.

## Liste der Immobilien
| Bezeichnung      | Beschreibung | Standort               | Kennzeichnung | Schutzstatus | Datum | Bild           |
| ---------------- | ------------ | ---------------------- | ------------- | ------------ | ----- | -------------- |
| Kirche St-Martin | 1851 erbaut  | Rue de l’Église (Lage) | PA08000020    | Inscrit      | 2019  | weitere Bilder |